# ゴナイーヴ湾
ゴナイーヴ湾（ゴナイーヴわん、Golfe des Gonaives）は、ハイチの西海岸に広がる湾である。ハイチの首都のポルトープランスの他、ゴナイーヴ、サン・マルク、ミラゴアーヌ、ジェレミーなどが湾岸に位置している。湾内には多くの島が存在し、最大のゴナーブ島、2番目に大きいカイミートなどがある。ゴナイーヴの前だけをさす場合やゴナーヴ島からラゴナーヴ湾と呼ばれる場合もある。